# Bataille de Princeton
Guerre d'indépendance des États-Unis
Batailles
- Long Island
- Kips Bay
- Harlem Heights
- Pell's Point
- White Plains
- Fort Washington
- Embuscade de Geary (en)
- Iron Works Hill
- Traversée du Delaware par George Washington
- Trenton
- Assunpink Creek
- Princeton
- Guerre du fourrage (en)
- Millstone

La bataille de Princeton a opposé les colonies américaines au royaume de Grande-Bretagne, à Princeton dans le New Jersey, en janvier 1777.
La victoire de Princeton a coûté cher aux Britanniques : plusieurs centaines d'hommes tués, blessés ou capturés ; elle a remonté le moral des troupes des colonies, et a permis le recrutement de 8 000 nouveaux soldats.
Le site de la bataille est devenu un parc : le « Princeton Battlefield State Park (en) ».

## Contexte
La guerre d’indépendance américaine opposait les insurgents, organisés en milices et en une armée continentale dirigée par George Washington, aux Britanniques aidés par des mercenaires hessiens. À partir de 1775, les Américains remportent quelques batailles (Lexington et Concord, siège de Boston, bataille de Trenton) mais essuient également des revers (campagne d’invasion du Canada, bataille de Long Island).
Le 26 décembre 1776, les Américains remportent la bataille de Trenton contre les Hessois. Washington décide ensuite de rencontrer le lieutenant général Charles Cornwallis à Princeton dans le New Jersey.
Avant d’arriver à Princeton, les Américains durent construire un pont suffisamment solide pour faire traverser les canons ; puis Washington divisa ses troupes en deux : il confia l’aile gauche au général Nathanael Greene (3 400 hommes) et l’aile droite, plus nombreuse, au général John Sullivan. Greene avait pour mission de détruire un pont afin d’empêcher l’arrivée de renforts. Sullivan se dirigeait quant à lui vers le collège du New Jersey (l’actuelle université de Princeton).

## Bataille
Les Américains attaquèrent de face et de flanc. Alors que la troupe principale piétinait, une petite troupe conduite par Mercer arriva sur le flanc des Britanniques, ce qui les mit en déroute. Le général fut néanmoins tué dans les combats.

## Bilan
Après la bataille, Cornwallis dut abandonner ses postes du New Jersey et ordonna à son armée de battre en retraite à New Brunswick (New Jersey). La bataille de Princeton coûta la vie à 50 voire 100 soldats du côté britannique. Les Américains firent de nombreux prisonniers, ce qui encouragea de nombreux hommes à s’engager dans l’armée continentale.
La bataille de Princeton est considérée par les historiens américains comme une grande victoire, car elle permit de prendre le contrôle du New Jersey et d’encourager la France et l’Espagne à aider les insurgents.